# Габор Кирай
Габор Кирай (на унгарски: Király Gábor) е бивш унгарски футболист, играещ като вратар.

## Клубна кариера

### Халадаш
Роден в Сомбатхей, Кирай започва футболната си кариера в местния отбор Халадаш през 1993, като остава там до 1997, когато е закупен от немския Херта Берлин.

### Херта Берлин
В началото на престоя си в Херта, Кирай е резерва. През сезон 1997/98, след 7 поредни мача без победа, записва първият си мач срещу Кьолн, като впоследствие Херта печели първата си победа за сезона. Така постепенно той се превръща в първи избор за вратарския пост в отбора, и до февруари 2000 г. е несменяем титуляр. Между 1999 и 2000 записва и 10 мача в Шампионската лига. През 2004 отказва да намали заплатата си, и след края на сезона напуска в посока английския Кристъл Палас.

### Кристъл Палас
Кирай прави дебюта си за Кристъл Палас в мач за купата срещу Хартлипул Юнайтед, като бързо се превръща в титуляр. Играе в общо 32 мача през сезона, но въпреки това отборът изпада в Чемпиъншип. През последвалия сезон записва участие в 46 мача.
През май 2006 се появяват слухове, че Кирай ще бъде трансфериран в отбор от Висшата лига, но в крайна сметка до трансфер не се стига.
От ноември до декември 2006 е под наем в Уест Хем, където не записва минути.
Последва нов наем в Астън Вила, където записва участие в общо 5 мача.
На 30 януари 2007, срещу Съндърланд, Кирай изиграва последния си мач за Кристъл Палас.

### Бърнли
На 30 май 2007 подписва договор с отбора на Бърнли.

### Байер Леверкузен
През януари 2009 преминава в Байер Леверкузен под наем, като не взима участие в нито един мач.

### Мюнхен 1860
През юни 2009 Кирай подписва три-годишен договор с немския Мюнхен 1860.
След началото на сезон 2014/15 Кирай бива изпратен във втория отбор, заедно с неколцина свои съотборници.

### Фулъм
На 28 август 2014 подписва договор към втородивизионния английски Фулъм. През септември прави дебюта си срещу Рединг. След края на сезона напуска Фулъм и се завръща в родния си отбор – Халадаш.

## Национален отбор
Габор Кирай прави дебюта си за националния отбор през 1998 срещу Австрия, като в 4-та си минута на вратата спасява дузпа.
На 12 ноември 2015 Кирай записва 100-тния си мач за националния отбор в мач срещу Норвегия в Осло. Срещата е бараж за класиране на Евро 2016, а Унгария печели с 1–0. В реванша в Будапеща, Унгария побеждава с 2–1, като се класира на Европейско първенство за пръв път след 44 години. На Евро 2016 Кирай е най-възрастният играч, който участва на първенството. Унгария сензационно достига до 1/8-финалите, където отпада от Белгия след тежко поражение с 0–4

## Интересни факти
Кирай е известен сред футболните фенове с това, че по време на мачове винаги играе с долнище на анцуг.